# Корсиканцы
Корсиканцы (самоназвание corsi) — народ, составляющий основное население острова Корсика.
Численность — около 300 000 человек (2011 год). Верующие — католики. Язык — официально французский, в быту используется корсиканский язык, близкородственный тосканскому наречию и в конечном счёте итальянскому литературному языку. Самый известный в мире корсиканец — Наполеон Бонапарт.

## Происхождение
Этническую основу корсиканцев составили племена корсов, происхождение которых неизвестно. В древности они испытали влияние финикийцев, этрусков, греков. В начале нашей эры претерпели романизацию.
В средние века местное население Корсики смешивалось с греками-византийцами, готами, франками, лангобардами. В IX веке Корсику захватили арабы, а в XI — XVIII веках здесь господствовали пизанцы и генуэзцы, оказав большое влияние.
С 1768 года Корсика захвачена и входит в состав Франции. Сюда проникает французское влияние. Официальные французские власти рассматривают корсиканцев как французов и проводят в отношении них политику ассимиляции. В 1991 году Конституционный совет Франции запретил формулировку «Корсиканский народ — составная часть французского народа», указав, что есть только «французский народ, состоящий изо всех граждан-французов без различия происхождения, расы и религии».

## Хозяйство и культура
Традиционные занятия — виноградарство, огородничество, разведение олив, зерновых, каштанов. Также — животноводство, рыболовство, добыча кораллов и морских губок. Основные домашние животные — козы, овцы.
Из ремёсел развиты плетение корзин, соломенных шляп, и другое. Большое значение имеет туристический бизнес.
Традиционные сельские поселения — ярусные, характерные для горных районов. Национальный костюм близок сардинскому (см. Сардинцы).
Семейные обряды представлены фрагментарно. Сохраняются сватовство, ритуальные скачки, кровная месть (вендетта). В фольклоре представлены песни-плачи, стихотворные импровизации.

## В культуре
- фильм «Корсиканец»
- фильм «Вендетта по-корсикански» — экранизация романа Ш. Эксбрайя «Les Menteuses» (в переводе «Лгуньи», «Вендетта по-корсикански», «Заговор корсиканок»)
- фильм «Пропавшие»
- фильм «Этот неловкий момент» (Un moment d'égarement)
- фильм «Пророк»